# Armoriale dei comuni della provincia di Chieti
Questa pagina contiene le armi (stemmi e blasonature) dei comuni della provincia di Chieti.
| Stemma                | Comune e blasonatura | Gonfalone e bandiera              |
| --------------------- | --- | --------------------------------- |
|                       | Altino Gonfalone: Drappo partito di rosso e di azzurro… |                                   |
|                       | Archi Di rosso, all'arca d'oro, sostenente il leone passante, dello stesso, allumato e linguato di rosso; essa arca accompagnata in punta dall'arco d'oro, posto in fascia, con la corda tesa e incoccata, la freccia, dello stesso, con la punta all'insù. Ornamenti esteriori da Comune. Gonfalone: Drappo di giallo con la bordatura di rosso… D.P.R. del 23 luglio 2004 |                                   |
|                       | Ari Di rosso, alle lettere capitali d'oro I, A, A, male ordinate, accompagnate in punta da due stelle d'argento di otto raggi. Ornamenti esteriori da Comune. Gonfalone: Drappo di giallo riccamente ornato di ricami d'argento e caricato dallo stemma comunale con la iscrizione centrata in argento: Comune di Ari. Le parti di metallo ed i cordoni saranno argentati. L'asta verticale sarà ricoperta di velluto giallo con bullette argentate poste a spirale. Nella freccia sarà rappresentato lo stemma del Comune e sul gambo inciso il nome. Cravatta con nastri ricolorati dai colori nazionali frangiati d'argento. |                                   |
|                       | Arielli Troncato: il primo d'azzurro, ad una torre di pietra, murata di nero, chiusa, merlata di tre alla guelfa; il secondo di verde, ad un corso d'acqua d'argento, ondulato. Ornamenti esteriori da Comune. D.P.R. del 25 febbraio 1983 Gonfalone: Drappo di azzurro… |                                   |
|                       | Atessa D.P.R. del 6 gennaio 1961 Gonfalone: Drappo partito di giallo e di azzurro… |                                   |
|                       | Bomba Troncato dalla fascia di rosso, caricata dal toponimo Bomba, in lettere maiuscole d'oro: il PRIMO, di azzurro, alla stella di sei raggi, d'oro; il SECONDO, di verde. Ornamenti esteriori da Comune. Gonfalone: Drappo di giallo… D.P.R. del 28 luglio 2005 |                                   |
|                       | Borrello D'argento, a tre sbarre di rosso. Gonfalone: Drappo partito di rosso e di bianco… |                                   |
|                       | Bucchianico D'azzurro, al leone rampante al naturale. Ornamenti esteriori da Comune. D.C.G. del 26 dicembre 1932 Gonfalone Drappo di giallo con la bordatura di azzurro, riccamente ornato di ricami d'argento e caricato dallo stemma comunale con l'iscrizione centrata in argento, recante la denominazione del Comune. Le parti di metallo ed i cordoni saranno argentati. L'asta verticale sarà ricoperta di velluto dei colori del drappo, alternati, con bullette argentate poste a spirale. Nella freccia sarà rappresentato lo stemma del Comune e sul gambo inciso il nome. Cravatta con nastri tricolorati dai colori nazionali frangiati d'argento. D.P.R. del 24 maggio 2005 |                                   |
|                       | Canosa Sannita D.P.R. del 24 febbraio 1995 |                                   |
|                       | Carpineto Sinello D.P.C.M. del 14 maggio 1988 |                                   |
|                       | Carunchio Di argento, alla torta di azzurro, sormontata da una rotella di rosso ed accompagnata in punta da una mezzaluna crescente di nero. Gonfalone: Drappo partito di rosso e di azzurro, caricato dell'arma sopra descritta e riccamente ornato di fregi d'argento. |                                   |
|                       | Casacanditella D.P.R. del 18 febbraio 1987 |                                   |
|                       | Casalanguida |                                   |
|                       | Casalbordino D.P.R. del 2 agosto 1982 |                                   |
|                       | Casalincontrada D'azzurro, al castello d'oro, chiuso, torricellato di due pezzi merlati alla guelfa. Ornamenti esteriori da Comune. D.P.R. 2 agosto 1982 Gonfalone: Drappo partito di giallo e di azzurro… |                                   |
|                       | Casoli D'azzurro, alla torre di due palchi, d'argento, murata di nero, vista di spigolo, merlata alla ghibellina, ogni palco merlato di cinque visibili, tre angolari, due alternati, essa torre finestrata nei lati visibili di quattro finestre di nero, due e due, poste in palo, chiusa di nero con due porte nei due lati visibili, fondata sulla collina di verde, questa fondata di punta. Ornamenti esteriori del Comune rappresentati nella parte superiore da una corona d'argento e nella parte inferiore da una fronda di alloro e di quercia color verde, con al centro un nastro tricolorato dai colori nazionali. D.P.R. dell'11 dicembre 1997 Gonfalone: Drappo di bianco riccamente ornato di ricami d'argento e caricato dallo stemma del Comune con la iscrizione centrata in argento, recante la denominazione del Comune. Le parti di metallo ed i cordoni argentati. L'asta verticale è ricoperta di velluto bianco con bullette argentate poste a spirale. Nella freccia è rappresentato lo stemma del Comune e sul gambo inciso il nome. Cravatta con nastri tricolorati dai colori nazionali frangiati d'argento.                                                                                  |                                   |
|                       | Castel Frentano D'azzurro, alla lancia posta in sbarra, accompagnata da due gigli, ed in punta da una torre aperta e finestrata di nero, merlata alla guelfa. Ornamenti esteriori da comune. D.P.C.M. dell'11 novembre 1950 Gonfalone: Drappo di colore azzurro riccamente ornato di ricami d'argento e caricato dello stemma comunale con l'iscrizione centrale in argento Comune di Castel Frentano. D.P.C.M. del 1º dicembre 1952 |                                   |
|                       | Castelguidone D.P.R. del 29 ottobre 1997 |                                   |
|                       | Castiglione Messer Marino Partito: il 1º d'azzurro, al castello d'argento, murato e chiuso di nero, merlato alla guelfa, torricellato di due pezzi; il 2º d'oro, al leone d'azzurro. Ornamenti esteriori da Comune. D.P.R. del 5 settembre 1980 Gonfalone: Drappo partito di giallo e di azzurro… |                                   |
|                       | Celenza sul Trigno D'argento, alla fascia diminuita e ondata, di azzurro, attraversata dal leone, di rosso, afferrante con la zampa anteriore destra la lettera maiuscola C, rivoltata, di azzurro. Ornamenti esteriori da Comune. Gonfalone: Drappo partito di rosso e di bianco… D.P.R. del 6 ottobre 2003 |                                   |
|                       | Chieti Il pelide Achille su un destriero rampante in campo azzurro armato di corazza, elmo e schinieri, con scudo ellittico nella sinistra e spada nuda nella destra. Una croce bianca divide in quattro parti la faccia esterna dello scudo. In ognuna di esse giace una chiave d'oro. Lo stemma è sormontato da una corona regia dalla quale pende ai due lati un nastro recante la scritta "TEATE REGIA METROPOLIS UTRIUSQUE APRUTINAE PROVINCIAE PRINCEPS". R.D. del 7 giugno 1943 Gonfalone: Drappo di rosso…' R.D. del 7 giugno 1943, n. 651 e regolamento n. 652 | Altro gonfalone in uso dal Comune |
|                       | Civitaluparella R.D. del 7 giugno 1943 Gonfalone: Drappo di bianco bordato di azzurro… |                                   |
|                       | Civitella Messer Raimondo |                                   |
|                       | Colledimacine |                                   |
|                       | Colledimezzo Di azzurro, alla torre di due palchi, d'oro, murata di nero, merlata alla guelfa, il palco superiore di tre, quello inferiore di quattro, chiusa di nero, finestrata di quattro, due finestre per ogni palco, ordinate in fascia, dello stesso; essa torre fondata sul colle centrale del monte alla tedesca di tre colli, di verde, fondato in punta. Ornamenti esteriori da Comune. Gonfalone: Drappo di giallo con la bordatura di azzurro… D.P.R. del 22 giugno 2005 |                                   |
|                       | Crecchio D.P.R. n. 1894 del 30 aprile 1982 Gonfalone: Drappo di rosso… |                                   |
| Versione in uso       | Cupello Interzato in fascia: nel primo di rosso, alla croce del Calvario, ancorata in punta, d'argento, accompagnata da due stelle di cinque raggi dello stesso; nel secondo d'azzurro, alle lettere capitali puntate C.P.L. d'oro; nel terzo di rosso, alla torre merlata di quattro alla guelfa, d'argento, aperta del campo e accompagnata da due stelle di cinque raggi d'argento. Ornamenti esteriori da Comune. D.P.R. del 20 giugno 1984 Gonfalone: Drappo partito di rosso e di azzurro… |                                   |
|                       | Dogliola Gonfalone: Drappo di giallo… |                                   |
|                       | Fallo D.P.R. del 20 febbraio 1985 |                                   |
|                       | Fara Filiorum Petri |                                   |
|                       | Fara San Martino Gonfalone: Drappo di azzurro… |                                   |
|                       | Filetto Di rosso, alla mano appalmata, d'argento, movente dalla punta. Sotto lo scudo, lista bifida e svolazzante di rosso, il motto, in lettere maiuscole romane, d'oro, FIDELITAS LIBERTAS. Ornamenti esteriori da Comune. Gonfalone: Drappo di bianco riccamente ornato di ricami d'argento e caricato dallo stemma civico con la iscrizione centrata in argento, recante la denominazione del Comune. Le parti di metallo e i cordoni saranno argentati e l'asta verticale sarà ricoperta di velluto bianco con le bullette argentate poste a spirale. Nella freccia sarà rappresentato lo stemma del Comune e sul gambo inciso il nome. Cravatta con nastri ricolorati dai colori nazioni frangiati d'argento. |                                   |
|                       | Fossacesia D'argento, ad uno scaglione di rosso, sormontato da una cometa d'oro, in palo. Ornamenti esteriori di città. D.P.R. del 20 novembre 1964 Gonfalone: Drappo partito, di rosso e di bianco, riccamente ornato di ricami di argento e caricato dello stemma sopra descritto con la iscrizione centrata in argento: Comune di FOSSACESIA. Le parti di metallo ed i cordoni sono argentati. L'asta verticale è ricoperta di velluto dei colori del drappo, alternati, con bullette argentate poste a spirale. Nella freccia è rappresentato lo stemma del Comune e sul gambo inciso il nome. Cravatta e nastri tricolorati dai colori nazionali frangiati di argento. |                                   |
|                       | Fraine Partito: nel PRIMO, di rosso, al leone d'oro, rivoltato, poggiante entrambe le zampe anteriori sulla linea di partizione; nel SECONDO, di rosso, alla mezza croce, d'argento, con i bracci diminuiti, il braccio verticale unito alla linea di partizione, il braccio orizzontale di larghezza doppia rispetto al braccio verticale. Ornamenti esteriori da Comune. Gonfalone: Drappo partito di bianco e di giallo, riccamente ornato di ricami d'argento e caricato dallo stemma sopra descritto con la iscrizione centrata in argento, recante la denominazione del Comune. Le parti di metallo ed i cordoni sa ranno argentati. L'asta verticale sarà ricoperta di velluto dei colori del drappo, alternati, con bullette argentate poste a spirale. Nella freccia sarà rappresentato lo stemma del Comune e sul gambo inciso il nome. Cravatta con nastri tricolorati dai colori nazionali frangiati d'argento. |                                   |
|                       | Francavilla al Mare Trinciato: il PRIMO, di azzurro, alla barca all'antica, equipaggiata di quattro, tre marinai rivoltati ai remi, il nocchiero in piedi a destra, addestrato dall'albero con la vela serrata, il tutto d'argento, essa barca munita a sinistra della bandiera bifida e svolazzante a destra, di rosso, astata di nero; il SECONDO, di oro, alla torre di rosso, murata di nero, finestrata dello stesso, merlata alla guelfa di tre, posta a destra e fondata in punta. Sotto lo scudo, su lista bifida e svolazzante, d'oro, il motto in lettere maiuscole, di nero, il motto FRENTANA VILLA VEL FRANCA VILLA OLIM FRENTANA CIVITAS. Ornamenti esteriori da Città. D.P.R. del 13 dicembre 2011 Gonfalone: Drappo di azzurro con la bordatura di giallo… |                                   |
|                       | Fresagrandinaria Gonfalone: Drappo partito di rosso e di bianco… |                                   |
|                       | Frisa Gonfalone: Drappo partito di rosso e di bianco… |                                   |
|                       | Furci |                                   |
|                       | Gamberale D'argento, al gambero di rosso. Ornamenti esteriori di Comune. Gonfalone: Drappo trinciato di bianco e di rosso… |                                   |
|                       | Gessopalena |                                   |
|                       | Gissi Di rosso, alle lettere maiuscole G M R d'argento, ordinate in fascia, sormontate dalla corona all'antica di cinque punte, d'oro, ed accompagnate in punta da tre colli all'italiana, d'oro, uniti, il centrale più alto, fondati in punta. Ornamenti esteriori da Comune. Gonfalone: Drappo partito di bianco e di giallo… D.P.R. del 7 agosto 1990 |                                   |
|                       | Giuliano Teatino Gonfalone: Drappo troncato di rosso e di giallo… |                                   |
|                       | Guardiagrele Leone rampante che sorregge una bandiera a fondo granata, con di fronte un putto con in mano una foglia di colore verde su fondo celeste ricompresi in un scudo dorato sovrastato da una corona regia con sette piccole sfere sovrastanti e sotto il quale trovasi la scritta :"GUARDIA PLENA BONIS FERT ARDUA SIGNA LEONIS". R. D. n. 652 del 7 giugno 1943 |                                   |
|                       | Guilmi Gonfalone: Drappo partito di bianco e di rosso… |                                   |
|                       | Lama dei Peligni |                                   |
|                       | Lanciano D'azzurro, alla lancia da torneo posta in banda, d'oro, con il ferro della punta di acciaio al naturale, attiguo al sole orizzontale destro, d'oro, essa lancia accompagnata da due gigli, posti nel cantone sinistro del capo e nel cantone destro della punta, dello stesso. Ornamenti esteriori da Città. D.P.R. del 7 marzo 2012 Gonfalone: Drappo troncato di azzurro e di giallo… Stemma precedentemente in uso: Scudo sannitico di campo azzurro, con un sole d'oro figurato nel cantone superiore sinistro, ferito dalla lancia d'oro, posta in banda, tra due gigli pure d'oro (concessione degli Aragona di Napoli), attraversata da una fascia d'argento caricata di tre stelle d'oro a sei punte (ulteriore concessione di Ferdinando, detto "Ferrante", d'Aragona-Napoli del 1464); in punta tre monticelli al naturale alludono ai colli sui quali sorge la città. Gonfalone precedentemente in uso: Drappo di bianco… | Gonfalone precedentemente in uso  |
|                       | Lentella |                                   |
|                       | Lettopalena |                                   |
|                       | Liscia Gonfalone: Drappo partito di azzurro e di rosso… |                                   |
|                       | Miglianico |                                   |
|                       | Montazzoli |                                   |
|                       | Montebello sul Sangro D.P.R. del 13 giugno 2013 |                                   |
|                       | Monteferrante Di azzurro, alla torre d'argento, murata di nero, merlata alla guelfa di tre, finestrata di due in palo, di nero, chiusa dello stesso, fondata sulla pianura di verde, accompagnata dalle lettere maiuscole M ed F, d'oro, poste all'altezza del punto d'onore, una a destra, l'altra a sinistra. Ornamenti esteriori da Comune. D.P.R. del 14 febbraio 2008 Gonfalone: Drappo di bianco con la bordatura di verde… |                                   |
|                       | Montelapiano Gonfalone: Drappo partito di azzurro e di rosso… |                                   |
|                       | Montenerodomo Gonfalone: Drappo di bianco… |                                   |
|                       | Monteodorisio Campo di cielo, ai tre colli all'italiana, uniti, d'oro, fondati sulla pianura di azzurro, fluttuosa di argento, il colle centrale, più alto, cimato dall'ulivo di verde, fustato al naturale, sormontato dalla stessa di sei raggi, d'oro. Ornamenti esteriori da Comune. Gonfalone: Drappo verde, riccamente ornato di ricami d'argento e caricato dallo stemma civico con la iscrizione centrata in argento, recante la denominazione del Comune. Le parti di metallo ed i cordoni saranno argentati. L'asta verticale sarà ricoperta di velluto verde, con bullette argentate poste a spirale. Nella freccia sarà rappresentato lo stemma del Comune e sul gambo inciso il nome. Cravatta con nastri tricolorati dai colori nazionali frangiati d'argento. D.P.R. del 2 maggio 1996 |                                   |
|                       | Mozzagrogna D.P.R. 4 ottobre 1971 Gonfalone: Drappo troncato di verde e di bianco… |                                   |
|                       | Orsogna Scudo raffigurante un orso sulla Majella, circondato da due rami di alloro e con sovrastante corona turrita. |                                   |
|                       | Ortona Scudo di forma sannitica d'argento, al castello triturrito di rosso, merlato alla guelfa e chiuso d'argento sul mare d'azzurro. L'arma, sovrastata dalla corona di Città, è circondata da due ramoscelli con foglie di alloro e di quercia. Motto: Ortona civitas vetustissima. Gonfalone: Drappo di azzurro… |                                   |
|                       | Paglieta |                                   |
|                       | Palena |                                   |
|                       | Palmoli |                                   |
|                       | Palombaro |                                   |
|                       | Pennadomo D'azzurro, ad un monte all'italiana d'oro, di tre cime, sormontato da una stella d'argento raggiata di sei. Ornamenti esteriori da comune. Incongruenza tra disegno e blasonatura: La stella deve avere sei raggi. D.P.R. del 19 gennaio 1983 |                                   |
|                       | Pennapiedimonte D'argento, partito dalla banda ondata di azzurro: nel primo, al monte all'italiana di tre di verde; nel secondo, alla spiga d'oro. Ornamenti esteriori di Comune. Gonfalone: Drappo di azzurro… |                                   |
|                       | Perano |                                   |
|                       | Pietraferrazzana Di azzurro, al ramoscello posto in palo, fogliato di sette, tre foglie per parte, una sulla sommità, di verde, nodrito nella roccia di forma approssimativamente conica, fondata in punta, dello stesso; al capo di rosso, caricato dalla lettera maiuscola P, d'oro. Ornamenti esteriori da Comune. Gonfalone: Drappo di giallo con la bordatura di rosso… D.P.R. del 5 aprile 2006 |                                   |
|                       | Pizzoferrato Campo di cielo, all'incudine poggiata sulla vetta centrale di un monte a tre cime, sormontata da una stella (5) d'oro. D.P.R. del 9 giugno 1937 |                                   |
|                       | Poggiofiorito |                                   |
|                       | Pollutri Gonfalone: Drappo di rosso… |                                   |
|                       | Pretoro D'oro, al torrione di rosso, mattonato di nero, chiuso dello stesso, con il fastigio privo di merli e convesso verso l'alto, torricellato di tre pezzi, di rosso, mattonati di nero, merlati di tre alla guelfa, finestrati di nero, la torricella di destra posta in banda alzata, la torricella centrale più alta e più larga, la torricella di sinistra posta in sbarra alzata. Ornamenti esteriori da Comune. Gonfalone: Drappo di rosso, riccamente ornato di ricami d'argento e caricato dallo stemma civico con la iscrizione centrata in argento, recante la denominazione del Comune. Le parti di metallo ed i cordoni sono argentati, L'asta verticale è ricoperta di velluto rosso con bullette argentate poste a spirale. Nella freccia è rappresentato lo stemma del Comune e sul gambo inciso il nome. Cravatta con nastri tricolori dai colori nazionali frangiati di argento D.P.R. del 20 ottobre 1998 |                                   |
|                       | Quadri Gonfalone: Drappo di rosso… |                                   |
|                       | Rapino D'azzurro, alle lettere maiuscole R e A d'argento, abbassate, ordinate in fascia, sormontate dall'aquila con il volo chiuso, in profilo, rivoltata, d'oro. Ornamenti esteriori da Comune. |                                   |
|                       | Ripa Teatina Gonfalone: Drappo di giallo bordato di azzurro… |                                   |
|                       | Rocca San Giovanni Tre torri su un ponte |                                   |
|                       | Roccamontepiano Gonfalone: Drappo di rosso… |                                   |
|                       | Roccascalegna |                                   |
|                       | Roccaspinalveti Gonfalone: Drappo troncato di verde e di bianco… |                                   |
|                       | Roio del Sangro Gonfalone: Drappo partito di rosso e di bianco… |                                   |
|                       | Rosello Gonfalone: Drappo di verde… |                                   |
|                       | San Buono D'oro, al leone di azzurro, linguato e allumato di rosso, sormontato dalla corona di azzurro, formata dal cerchio cimato da quattro fioroni, tre visibili, alternati a quattro punte, due visibili, esso leone attraversante la fascia diminuita di rosso. Ornamenti esteriori da Comune. D.P.R. dell'11 settembre 2001 Gonfalone: Drappo di azzurro… |                                   |
|                       | San Giovanni Lipioni Drappo appuntato di azzurro… |                                   |
|                       | San Giovanni Teatino D.P.R. del 3 maggio 1974 Gonfalone: Drappo di bianco… D.P.C.M. del 3 giugno 1986 |                                   |
|                       | San Martino sulla Marrucina D'azzurro, al San Martino con il viso, il braccio destro, la gamba sinistra di carnagione, il piede calzato di oro, il Santo, vestito con la lorica d'oro, in atto di tagliare con la spada d'argento, afferrato dalla mano destra, il mantello di rosso, sostenuto dal braccio sinistro non visibile, il Santo cavalcante il cavallo d'argento, con i finimenti di rosso, il cavallo passante sulla campagna di verde, campagna, campo, cavallo attraversati dal povero inginocchiato, visto di schiena, di carnagione, capelluto di nero, i fianchi cinti dal cencio di rosso, il braccio destro alzato verso il Santo. Ornamenti esteriori da comune. Gonfalone: Drappo partito di bianco e di rosso, riccamente ornato di ricami d'argento e caricato dallo stemma comunale con la iscrizione centrata in argento, recante le denominazione del Comune. Le parti di metallo ed i cordoni saranno argentati. L'asta verticale sarà ricoperta di velluto dei colori del drappo, alternati, con bullette argentate poste a spirale. Nella freccia sarà rappresentato lo stemma del comune e sul gambo inciso il nome. Cravatta con nastri ricolorati dai colori nazionali frangiati d'argento. |                                   |
|                       | San Salvo D'azzurro, a sette spighe d'oro, disposte a ventaglio, legate da un nastrino di rosso e uscenti da un cesto di vimini rotondo d'argento. Ornamenti esteriori da Comune. D.P.R. del 3 aprile 1979 |                                   |
|                       | San Vito Chietino |                                   |
|                       | Sant'Eusanio del Sangro Di azzurro, al Santo Vescovo Eusanio, in maestà, il viso e le mani di carnagione, la mano destra posta sul petto, capelluto e barbuto di nero, aureolato d'oro, vestito con il camice d'argento e con la pianeta d'oro, ricamata di rosso, il Santo sostenuto dalla pianura diminuita di verde, accompagnato a destra dalla mitria d'oro, caricata dalla crocetta di rosso, sostenuta dalla pianura, la testa del Santo addestrata e sinistrata dalle lettere maiuscole S ed E, d'oro. Ornamenti esteriori da Comune. Gonfalone: Drappo troncato di bianco e di rosso… D.P.R. del 12 settembre 2005 |                                   |
|                       | Santa Maria Imbaro |                                   |
|                       | Scerni Torre merlata di colore rosso su uno sfondo azzurro. Gonfalone: Drappo partito di rosso e di azzurro… |                                   |
|                       | Schiavi di Abruzzo Di azzurro, alle tre torri di rosso, merlate alle guelfa di tre, mattonate di nero, chiuse d'azzurro, poste in fascia, la torre centrale più alta e più larga, sostenute ognuna da due mezzelune rovesciate, unite centralmente con le punte, d'argento, le mezzelune sostenenti la torre centrale più grandi, esse torri accompagnate dalla cometa d'oro, posta in banda abbassata e in punta, formata dalla stella di sei raggi e da quattro code, la stella posta sotto lo spazio che divide la torre centrale e la torre di sinistra, le code unite con la parte terminale, due alla mezzaluna di destra sostenente la torre centrale, le altre due alla mezzaluna di sinistra sostenente la torre di destra, il tutto accompagnato in capo da quattro mezzelune, rovesciate, d'argento, due centrali e unite con le punte, due laterali poste una a destra in sbarra, l'altra a sinistra in banda. Ornamenti esteriori da Comune. D.P.R. del 22 luglio 1991 Gonfalone: Drappo partito di rosso e di bianco… |                                   |
|                       | Taranta Peligna |                                   |
| Altra versione in uso | Tollo D'oro, alla torre di due palchi, fondata in punta, di azzurro, murata e chiusa di nero, merlata alla ghibellina, il palco superiore di tre, quello inferiore di cinque. Ornamenti esteriori da Comune. D.P.R. del 27 aprile 1994 Gonfalone: Drappo di azzurro… |                                   |
|                       | Torino di Sangro Di rosso, al toro di nero, con la testa di fronte, cornato ed unghiato d'oro, allumato di rosso, passante sulla campagna troncata di verde e d'oro. Ornamenti esteriori da Comune. D.P.R. del 29 febbraio 1996 Gonfalone: Drappo di verde con la bordatura di rosso, riccamente ornato di ricami d'argento e caricato dallo stemma sopra descritto con la iscrizione centrata in argento, recante la denominazione del comune. Le parti di metallo ed i cordoni saranno argentati. L'asta verticale sarà ricoperta di velluto dei colori del drappo, alternati, con bullette argentate poste a spirale. Nella freccia sarà rappresentato lo stemma del comune e sul gambo inciso il nome. Cravatta con nastri tricolorati dai colori nazionali frangiati d'argento. |                                   |
|                       | Tornareccio |                                   |
|                       | Torrebruna D.P.R. del 4 marzo 2002 Gonfalone: Drappo di bianco alla bordura di rosso… |                                   |
|                       | Torrevecchia Teatina |                                   |
|                       | Torricella Peligna D'azzurro, alle tre torri svelte, con le merlature poste sul capo, d'argento, murate di nero, merlate alla guelfa di tre, munite di forte cordolo marcapiano, ognuna finestrata di tre di nero con finestre quadrate, una finestra sotto la merlatura, due ordinate in fascia sotto il cordolo, esse torri chiuse di nero, fondate sulla campagna diminuita di verde. Ornamenti esteriori da Comune. |                                   |
|                       | Treglio |                                   |
|                       | Tufillo Di rosso, alle due lettere maiuscole T e F, d'oro, puntate dello stesso, ordinate in fascia, accompagnate in capo da cinque stelle di sei raggi, centrate, convesse verso il lembo del capo, d'argento, e in punta da tre colli all'italiana, uniti, fondati in punta, d'argento. Ornamenti esteriori da Comune. D.P.R. del 19 giugno 1998 Gonfalone: Drappo di giallo… |                                   |
|                       | Vacri |                                   |
|                       | Vasto Campo levigato ellittico quadripartito dai diametri della ellisse, ove a destra del risguardatore il colore aureo in alto e l'argenteo in basso rifulgono, mentre opposto sito tengono i due metalli a sinistra. Gonfalone: Drappo in forma di labaro partito di bianco e di rosso… |                                   |
|                       | Villa Santa Maria Gonfalone: Drappo di rosso… |                                   |
|                       | Villalfonsina Gonfalone: Drappo di giallo…' |                                   |
|                       | Villamagna Gonfalone: Drappo di azzurro… |                                   |